# Myopias castaneicola
Myopias castaneicola är en myrart som först beskrevs av Horace Donisthorpe 1938.  Myopias castaneicola ingår i släktet Myopias och familjen myror. Inga underarter finns listade i Catalogue of Life.